# Височка (Познанський повіт)
Височка (пол. Wysoczka, нім. Grundlos) — село в Польщі, у гміні Бук Познанського повіту Великопольського воєводства.
Населення — 286 осіб (2011).
У 1975-1998 роках село належало до Познанського воєводства.

## Демографія
Демографічна структура станом на 31 березня 2011 року:
|          | Загалом | Допрацездатний вік | Працездатний вік | Постпрацездатний вік |
| -------- | ------- | ------------------ | ---------------- | -------------------- |
| Чоловіки | 147     | 31                 | 109              | 7                    |
| Жінки    | 139     | 27                 | 89               | 23                   |
| Разом    | 286     | 58                 | 198              | 30                   |